# Ben Smulders

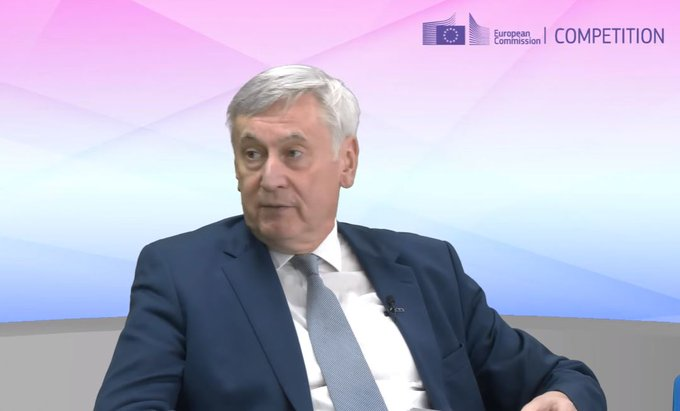
Ben Smulders (2024)

Bernardus Maria Polycarpus „Ben“ Smulders (* 25. Juni 1960 in Den Haag) ist ein niederländischer Jurist. Er ist Richter am Europäischen Gerichtshof.

## Leben und Wirken
Smulders studierte Rechtswissenschaften an der Universität Leiden, wo er 1983 seinen Abschluss machte. An der London School of Economics and Political Science erwarb er 1984 den Titel Master of Laws. 1985 lehrte er in die Niederlande zurück und wurde als Rechtsanwalt zugelassen. In diesem Beruf praktizierte er, bis er 1991 in den Dienst der Europäischen Kommission und dort im Juristischen Dienst in verschiedenen Teams arbeitete. 1995 wechselte er in das Kabinett des Kommissionsmitglieds Hans van den Broek, ab 1999 war er für Frits Bolkestein tätig. Von 2000 bis 2004 arbeitete er dem Kommissionspräsidenten Romano Prodi zu. Nach dem Ende dessen Amtszeit 2004 wurde Smulders Kabinettschef des Kommissionsmitglieds für Wettbewerb Neelie Kroes, bis er 2008 als Hauptrechtsberater und Direktor zum Juristischen Dienst der Kommission zurückkehrte. Seit 2012 ist Smulders zudem stellvertretendes Mitglied bei der Zivil- und Handelskammer des Berufungsgerichts Den Haag in der Kammer für Staatshaftung bei Verstößen gegen das Unionsrecht, das Völkerrecht oder Fragen der Vollstreckungsimmunität von Drittstaaten.
Von 2014 bis 2019 war er Kabinettschef beim Ersten Vizepräsidenten der Kommission Frans Timmermans, bevor er 2020 wieder Hauptrechtsberater und Direktor beim Juristischen Dienst der Kommission im Team „WTO und Handelspolitik“ wurde. 2022 wurde er stellvertretender Generaldirektor in der Generaldirektion Wettbewerb.
Darüber hinaus widmet sich Smulders der akademischen Lehre und unterrichtet unter anderem am Europäischen Kolleg von Parma, der Universität Amsterdam und an der Universität Panthéon-Assas. Darüber hinaus war er als Gastprofessor an der Freien Universität Brüssel und am College of Europe in Brüssel. Seine Forschungsschwerpunkte liegen insbesondere im Bereich des Wettbewerbsrechts, des institutionellen Rechts, dem Schutz der Rechtsstaatlichkeit, dem Binnenmarkt und der Wirtschafts- und Währungsunion, wozu er zahlreiche Fachbeiträge verfasst hat. Von 2008 bis 2024 ist er Mitglied der Schriftleitung der Zeitschrift Common Market Law Review.
Am 7. Oktober 2024 wurde Smulders zum Richter am Europäischen Gerichtshof ernannt.